# بوينافنتورا دوروتي
خوسيه بوينافنتورا دوروتي دومانج (بالإسبانية: José Buenaventura Durruti Dumange)‏ (14ليون يوليو 1896 - مدريد 20 نوفمبر 1936) هو متمرد إسباني ومناضل أناركي-نقابي ومساهم مع منظمة CNT/FAI والمنظمات اللاسلطوية الأخرى في فترة ماقبل الحرب الأهلية الإسبانية خلالها. لعب دوروتي دورًا مؤثرًا خلال الثورة الإسبانية ويُذكر كبطل في الحركة الأناركية.

## السيرة الذاتية

### بداية حياته
ولد دوروتي في ليون بإسبانيا يوم في 14 يوليو 1896، وهو ابن سانتياغو دوروتي عامل سكة حديد في ساحة ليون، وأمه أناستاسيا دومانج. وصف نفسه بأنه اشتراكي تحرري. وهو الثاني من بين ثمانية أشقاء (قُتل أحدهم في انتفاضة أكتوبر 1934 في أستورياس، وقتل آخر في قتال الفاشيين على جبهة مدريد).
وعندما بلغ من العمر 14 عامًا سنة 1910، ترك دوروتي المدرسة ليصبح ميكانيكيًا متدربًا في ساحة السكك الحديدية في ليون. وانضم مثل والده إلى اتحاد العمال العام الاشتراكي (UGT). عزز الحياد الأسباني خلال الحرب العالمية الأولى الصناعة والاقتصاد الأسباني، حيث كان المتحاربون يتوجهون إلى إسبانيا للحصول على المواد الخام والمنتجات المصنعة. فازداد العمل في المناجم وتم إرسال دوروتي مع عمال آخرين إلى مدينة ماتالانا لتركيب غسالات ميكانيكية. هناك أعلن عمال المناجم إضرابًا بسبب سوء المعاملة التي تلقوها من أحد المهندسين مطالبين بإقالته. كإجراء داعم رفض دوروتي الاستمرار في التجميع بينما استمر إضراب عمال المناجم، وأخيرا تم نقل المهندس. وعند عودته إلى ليون لفت ميجيه انتباهه إلى ما حدث وحذره من أن الحرس المدني مهتم به، ووجهه قادة نقابة المعادن إلى اللوم على سلوكه، ونصحه معلمه السابق ميلكور مارتينيز بالهجرة أمام موقف السلطات.

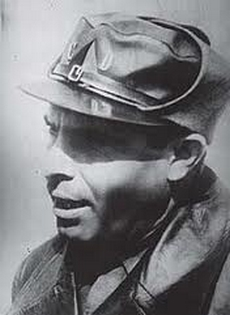
بوينافنتورا دوروتي

حصل على منصب ميكانيكي ضابط في شركة السكك الحديدية الشمالية وقرر قبولها. في هذه الظروف فوجئ بالإضراب العام الثوري 1917 الذي دعا إليه الاتحاد العام للعمال عندما ألغت الحكومة اتفاقًا بين النقابة وأرباب العمل. فنزل الجيش لقمع الإضراب؛ فقتل 70 شخصا وجرح أكثر من 500 عامل، وسُجن 2000 من المضربين دون محاكمة أو إجراءات قانونية. بعد تلك الأحداث لجأ لفترة وجيزة إلى خيخون ثم عبر الحدود إلى فرنسا هربًا من الخدمة العسكرية. حيث اتصل بالفوضويين المنفيين. كان لوحشية الدولة الإسبانية ضد الأناركية تأثير عميق ودائم على دوروتي الشاب. من خريف 1917 حتى بداية 1920، عمل دوروتي ميكانيكيًا في باريس. عمل دوروتي ميكانيكيًا في باريس. ثم قرر العودة إلى إسبانيا ووصل إلى سان سيباستيان في الباسك عبر الحدود. هنا تم تقديمه إلى الفوضويين المحليين فشكل معهم مجموعة أناركية شبه العسكرية Los Justicieros («المنتقمون»). وفي سنة 1921 أثناء افتتاح مركز كورسال الكبير في سان سيباستيان، حاول أعضاء هذه المجموعة اغتيال الملك ألفونسو الثالث عشر دون جدوى. وبعد فترة وجيزة أقنع بويناسكا رئيس كونفدرالية الاتحاد الوطني للعمل (CNT) دوروتي بالذهاب إلى برشلونة لتنظيم العمال هناك حيث تعرضت الحركة الأناركية ونقابيوها هناك لقمع وحشي ومعظم سجن أعضائها أو أعدموا. هنا أسس مجموعة التضامن " Los Solidarios" مع خوان غارسيا أوليفر وفرانسيسكو أسكاسو وأعضاء آخرين من مجموعة المنتقمون. وفي سنة 1923 تورطت المجموعة أيضًا في اغتيال الكاردينال خوان سولديفيلا إي روميرو انتقامًا لمقتل الناشط النقابي الأناركي سلفادور سيغي. وبعد انقلاب بريمو دي ريفيرا على السلطة في إسبانيا سنة 1923 نظم دوروتي ورفاقه هجمات على الثكنات العسكرية في برشلونة وعلى المحطات الحدودية بالقرب من فرنسا. لم تنجح هذه الهجمات وقُتل عدد غير قليل من الفوضويين. فهرب دوروتي وأسكاسو وأوليفر إلى أمريكا اللاتينية وزاروا كوبا ونفذوا عمليات سطو على البنوك في تشيلي والأرجنتين.
عاد دوروتي ورفاقه إلى إسبانيا وبرشلونة، وأصبحوا مجموعة متشددة مؤثرة ضمن اثنتين من أكبر المنظمات الأناركية في إسبانيا في ذلك الوقت، وهما الاتحاد الأيبيري اللاسلطوي (FAI)، ونقابة الاتحاد الوطني للعمل (CNT) اللاسلطوية الكونفدرالية. تسبب التأثير المتزايد لمجموعة دوروتي داخل الكونفدرالية في حدوث انقسام ومغادرة فصيل أنخل بستاينا الإصلاحي سنة 1931 ليشكل بعدها الحزب النقابي.

### الحرب الأهلية
ساعد التعاون البناء بين الرفاق في FAI وCNT في تنسيق المقاومة المسلحة بقيادة دوروتي ضد التمرد العسكري للفصيل القومي، وهو جهد أثبت أنه حيوي في منع الجنرال غوديد من الاستيلاء على برشلونة. خلال معركة ثكنة أتارازاناس، قُتل أسكاسو، وهو رفيق دوروتي القديم والمقرب. وبعد أقل من أسبوع، أي في 24 يوليو 1936 قاد دوروتي أكثر من 3000 فوضوي مسلح (عُرف لاحقًا باسم عمود دوروتي) من برشلونة إلى سرقسطة. وبعد معركة قصيرة ودامية في كاسبي (في أراغون)، وتوقفوا أيضًا في بوخارالوث وفنتا دي سانت لوسيا بينا دي إبرو. وبناءً على النصيحة ضابط في الجيش النظامي أجل الهجوم على سرقسطة. حيث أصبح معروفا وجود سيمون فايل في هذه المنطقة وكذلك الطوابير الأناركية في ذاك الوقت.
أشهر مقولات دوروتي كانت «نحن نتخلى عن كل شيء ما عدا النصر» مع الإشارة إلى أنه يجب ايقاف جهود الثورة الاشتراكية أمام الجهد الحربي. ولعائلة بوينافنتورا دوروتي جذور في أونداروا الباسكية، حيث كانت لديهم كنية "Los Negros" أو «السود». تعرض لإطلاق النار عليه في مدريد، بعد وقت قصير من مقابلة مع شبكة أخبار تلفزيون الاتحاد السوفياتي.

## مقتله
في 12 نوفمبر بعد أن أقنعته الزعيمة الفوضوي فيديريكا مونتسيني، غادر دوروتي يقود ميليشياته إلى مدريد للمساعدة في الدفاع عن المدينة. وفي حوالي الساعة الواحدة من ظهر يوم 19 نوفمبر 1936 (وفي منتصف معركة المدينة الجامعية بمدريد) أصيب دوروتي في الصدر برصاصة من أصل مشكوك فيه في شارع إسحاق بيرال، حيث كان يقود هجومًا مضادًا في منطقة كاسا دي كامبو بعد أقل من ساعتين من مقابلة لنشر أخبار مصورة للحزب الشيوعي؛ ونقل على عجل إلى فندق ريتز، وهو مقر مستشفى الدم التابع لميليشيات كتالونيا. وكانت حالته خطيرة، حيث توفي في الرابعة من صباح اليوم التالي. وكشف تشريح الجثة أن الوفاة نجمت عن أضرار ناجمة عن رصاصة طويلة من عيار 9 اخترقت الصدر وأصابت الأحشاء. تم تسليم جثته إلى الدوائر المتخصصة ببلدية مدريد لتحنيطها، حيث تم نقله ودفنه في برشلونة. تم إخفاء وفاته في البداية عن السكان والميليشيات لتجنب الإحباط، لكن الخبر انتشر بسرعة. حضر عشرات الآلاف من الناس جنازته في برشلونة.
حدثت وفاة دوروتي في ظروف مبهمة أدت إلى ظهور فرضيات مختلفة لتفسير وفاته. فوفقًا للكونفدرالية كانت «رصاصة فاشية» طائشة. نسبت محطات الإذاعة في منطقة فرانكو الحقيقة إلى الشيوعيين، الذين أكدوا بدورهم أن الجناة كانوا من التروتسكيين أو حتى الفوضويين أنفسهم بسبب مواجهتهم مع الاتجاه. كما قيل إنه كان ضحية الفارين الذين حاول هو نفسه إيقافهم. وزعم أيضًا أنها كانت رصاصة من سلاحه الخاص: إدعي البعض أن «الصندوق البرتقالي» الخاص به سقط، بينما إدعي آخرون أن دوروتي كان يحمل كولت 45. فقط على الرغم من تعليقات سيبريانو ميرا في كتابه بأن دوروتي أطلق عليه الرصاص من المستشفى على يد العدو، إلا أن سائق دوروتي ادعى بعد ستين عامًا أنه كان موتًا عرضيًا. وأكد أنتوني بيفور في كتابه «الحرب الأهلية الإسبانية» (1982) أن دوروتي قُتل عندما انطلقت رصاصة من مسدس رفيقه عن طريق الخطأ. وقيّم أن الفوضويين كذبوا في ذلك الوقت وادعوا أنه أصيب برصاصة قناص معاد «لأسباب تتعلق بالروح المعنوية والدعاية». كانت أول شائعة عن وفاته أن رفاقه أطلقوا النار عليه لأنه فرض الانضباط. إلا أن الكاتب الأناركي أبيل باز ذكر أن دوروتي أصيب بنيران بعيدة قادمة من المنطقة المحيطة بالمستشفى الطبي في المدينة الجامعية.
توفي دوروتي في 20 نوفمبر 1936 عن عمر يناهز الأربعين في غرفة عمليات مؤقتة أقيمت فيما كان يعرف سابقًا باسم فندق ريتز. استقرت الرصاصة في القلب. كان التشخيص المسجل هو «الموت الناجم عن نزيف الجنبي». تم دفنه في مقبرة مونتجويك في برشلونة وحولت جنازته لتكون جنازة الأبطال.
قوات CNT-FAI بعد ساعات قليلة من وفاة دوروتي 52 من رجال الشرطة ممن كانوا محتجزين في دير في كالي دي سانتا إنجراسيا انتقاما لموته.